# Перфецький Роман Ромуальдович

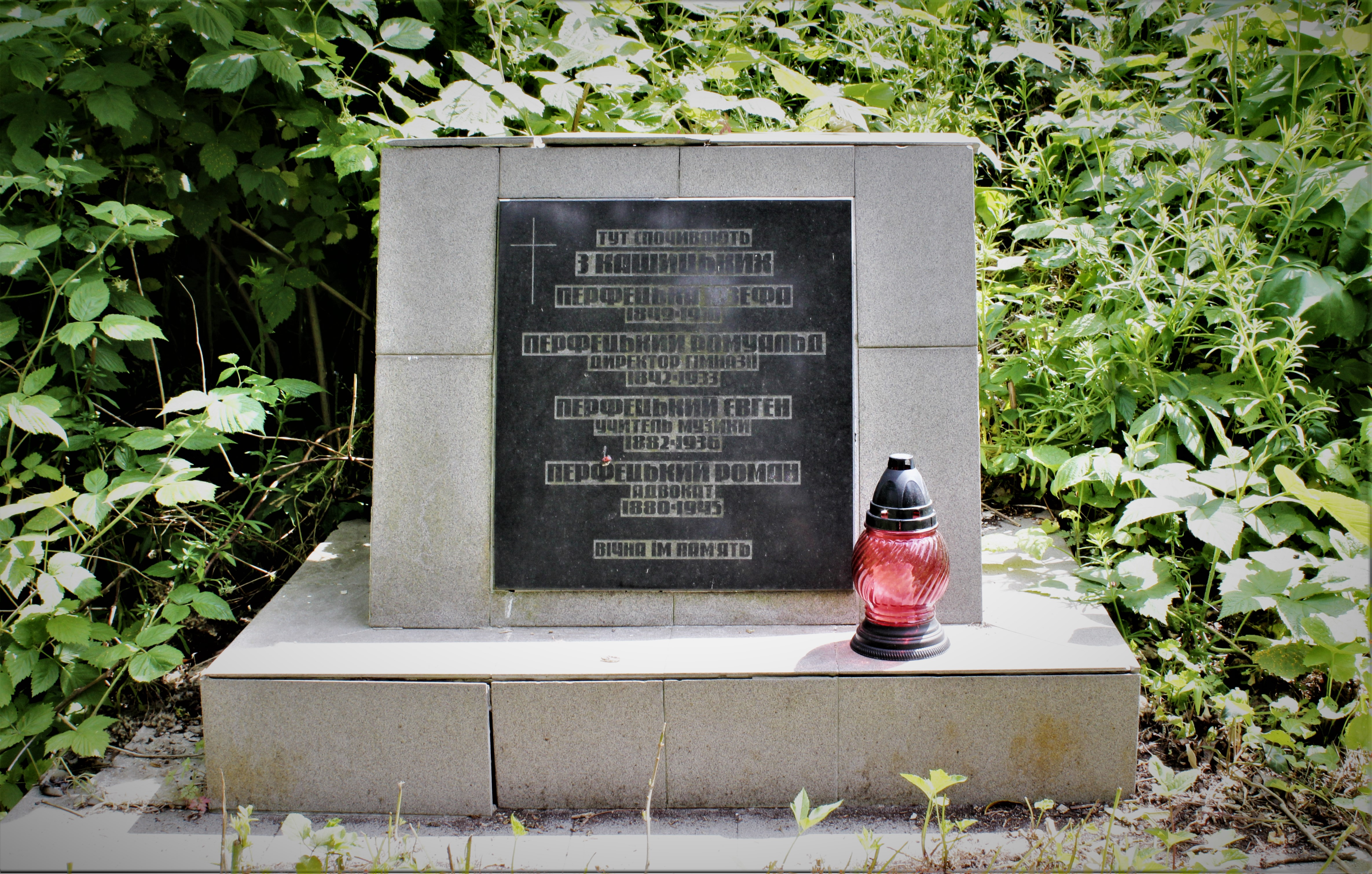
Надгробок на могилі родини Перфецьких.

Доктор Роман Ромуальдович Перфецький (8 жовтня 1880, Коломия, Австро-Угорщина — 17 березня 1945, Львів, УРСР) — український учений-правник, суддя, громадсько-політичний діяч Галичини першої половини XX століття. Співзасновник Союзу Визволення України в таборі українських полонених у Венцлярі.

## Життєпис

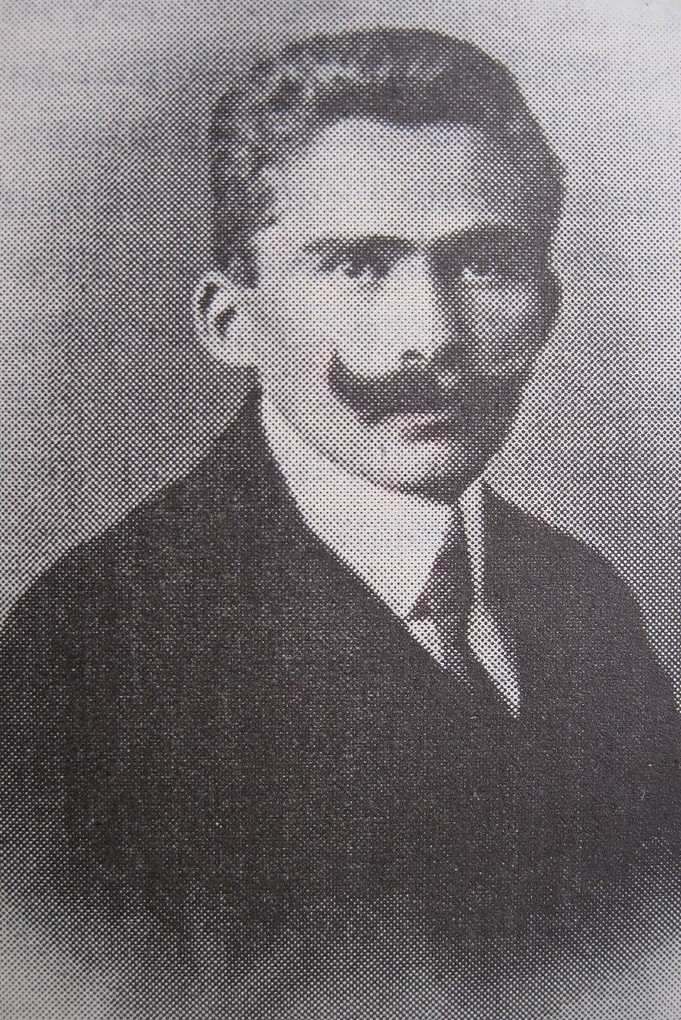
Доктор Роман Перфецький

Син Ромуальда Перфецького (1843—1933), викладача Коломийської гімназії. Навчався у Відні, очолював тоавриство українських студентів «Січ» (1902 р.). Мав практику адвоката, нотаріуса в Бібрці. 1913 року від УНДП обраний послом до Галицького сейму від IV курії округу Белз — Сокаль — Угнів, входив до складу «Українського соймового клубу». У роки війни: з Союзом визволення України — культурно-просвітня робота серед полонених російської армії в Австро-Угорщині та Німеччині.
З 18 жовтня 1918 року делегат Української Національної Ради ЗУНР (як сеймовий посол).. 29 жовтня 1918 р. було утворено Центральне бюро Української Національної Ради ЗУНР у Львові під головуванням Р. Перфецького. 2 листопада 1918 р. брав участь в українсько-польських перемовинах у Львові в ході Листопадового чину.
У 1918—1919 роках діяч секретаріату Західно-Української Народної Республіки. Пропонує розробити проект виборчого закону до Установчих зборів, працює над проектами про представництво у Раді повітів і міст, вніс проекти тимчасових законів. У Станиславові — заступник державного секретаря внутрішніх справ, працює над підготовкою земельної реформи.
20 липня 1920 року у Львові за посередництвом Окружного генерального командування та Генерального делегата Галичини відбулися переговори представників УНТП: Романа Перфецького і Степана Біляка — з польськими урядовцями — під головуванням капітана Полякевича; українська сторона вимагала культурно-національної автономії, припинення репресій, відновлення громадянських прав і свобод.
Після переїзду уряду ЗУНР до Відня, 11 серпня 1920 — уповноважений Диктатора ЗУНР для зв'язку з краєм. В екзильному уряді ЗУНР — уповноважений з питань внутрішніх справ, судівництва, пошти, телеграфу, шляхів. Уповноважений з питань преси і пропаганди.
24 березня 1921 Всеукраїнська національна рада з Відня надіслала до Парижа спільну делегацію галичан і подніпрянців, які знаходилися в екзилі, для оборони прав Східної Галичини і УСРР перед Найвищою радою; Делегацію очолили Перфецький та О. Лотоцький. 11 серпня 1921 року президент ЗУНР Є. Петрушевич додатково включив Р. Перфецького до складу свого уряду, як відомого діяча УНТП, референта краю, для керівництва соціально-політичними процесами у Галичині.
1921 обраний президентом заснованого у Відні Західно-Українського Товариства Ліги Націй. Вів перемовини з радником радянського посольства у Відні Юрієм Коцюбинським спільно з А. Петрушевичем. 1923 ЗУТЛН припинило діяльність.
На еміграції був у закордонній групі УНТП. У 1923 році у складі ліквідаційної комісії уряду ЗУНР (разом з Костем Левицьким).
23 січня 1924 року у Відні з ініціативи Ліквідаційного відділу та урядових установ ЗУНР організовано комітет західноукраїнської еміграції. Мета діяльності — захист прав та надання матеріальної допомоги українській еміграції в Австрії. До комітету були також обрані К. Левицький, Г. Мекетей, І. Коссак, А. Крушельницький, А. Жук і Гриць Куріца. Одним з останніх повернувся в Галичину у першій половині 1930-х.
5 листопада 1936 року переніс свою адвокатську канцелярію зі Сокаля до Львова.
Діяч УНДО, його двічі обирали послом до польського сейму (Сокаль — Жовква — Рава-Руська — Любачів): у 1935 й у 1938 р. Працював у комісіях праці і правничій.
Нотар і діяч у 1939—1943 роках. У Другу світову працював нотаріусом на Холмщині й в Українському центральному комітеті (УЦК) в Замості.
Помер 23 березня 1944 року (за іншими даними — 17 березня 1945 року). Похований у Львові на 16 полі Личаківського цвинтаря.